# 49th Parallel
49th Parallel (pt: Os Invasores — br: Invasão de Bárbaros/ Paralelo 49) é um filme do Reino Unido de 1941. Também foi intitulado The Invaders e Forty-Ninth Parallel.

## Enredo
Nos primeiros anos da Segunda Guerra Mundial, um submarino alemão (U-37) afunda navios aliados no Golfo de St Lawrence e tenta iludir as forças militares canadenses navegando até a Baía de Hudson. O capitão do submarino nazista envia alguns membros da sua tripulação para procurar comida e outros suprimentos em um posto da companhia da Baía de Hudson. Quando os enviados chegam à Terra, porém, o submarino é avistado e afundado por forças armadas canadenses, deixando os seis membros do partido nazista sozinhos no Canadá. O Tenente nazista, então, começa a planejar o retorno à pátria. Ele precisa alcançar os Estados Unidos, ainda neutro, ou ser capturado. Ao longo do caminho eles encontram uma variedade de personagens, cada um com suas próprias opiniões sobre a guerra e o nacionalismo. No filme, Michael Powell e Emeric Pressburger mostram suas ideias sobre o porquê da necessidade dos Estados Unidos se juntarem à luta dos aliados contra os nazistas.

## Elenco
- Anton Walbrook … Peter
- Eric Portman ... Tenente Hirth
- Leslie Howard ... Philip Armstrong Scott
- Raymond Massey … Andy Brock
- Laurence Olivier … Johnnie
- Glynis Johns ... Anna
- Finlay Currie
- Richard George  ... comte. Bernsdorff
- Raymond Lovell ... Tenente Kuhnecke
- Niall MacGinnis  ... Vogel
- Peter Moore   ... Kranz
- John Chandos   ... Lohrmann
- Basil Appleby   ... Jahner
- Ley On   ... Nick, o esquimó
- Charles Victor   ... Andreas
- Frederick Piper  ... David